# Synstrophius
Synstrophius är ett släkte av spindlar. Synstrophius ingår i familjen krabbspindlar.
Kladogram enligt Catalogue of Life:
| Synstrophius | \| \| Synstrophius blanci \| \| \| \| \| \| Synstrophius muricatus \| \| \| \| |
|              | \| \| Synstrophius blanci \| \| \| \| \| \| Synstrophius muricatus \| \| \| \| |
|              | Synstrophius blanci                                                            |
|              |                                                                                |
|              | Synstrophius muricatus                                                         |
|              |                                                                                |